# Sky Capital Airlines

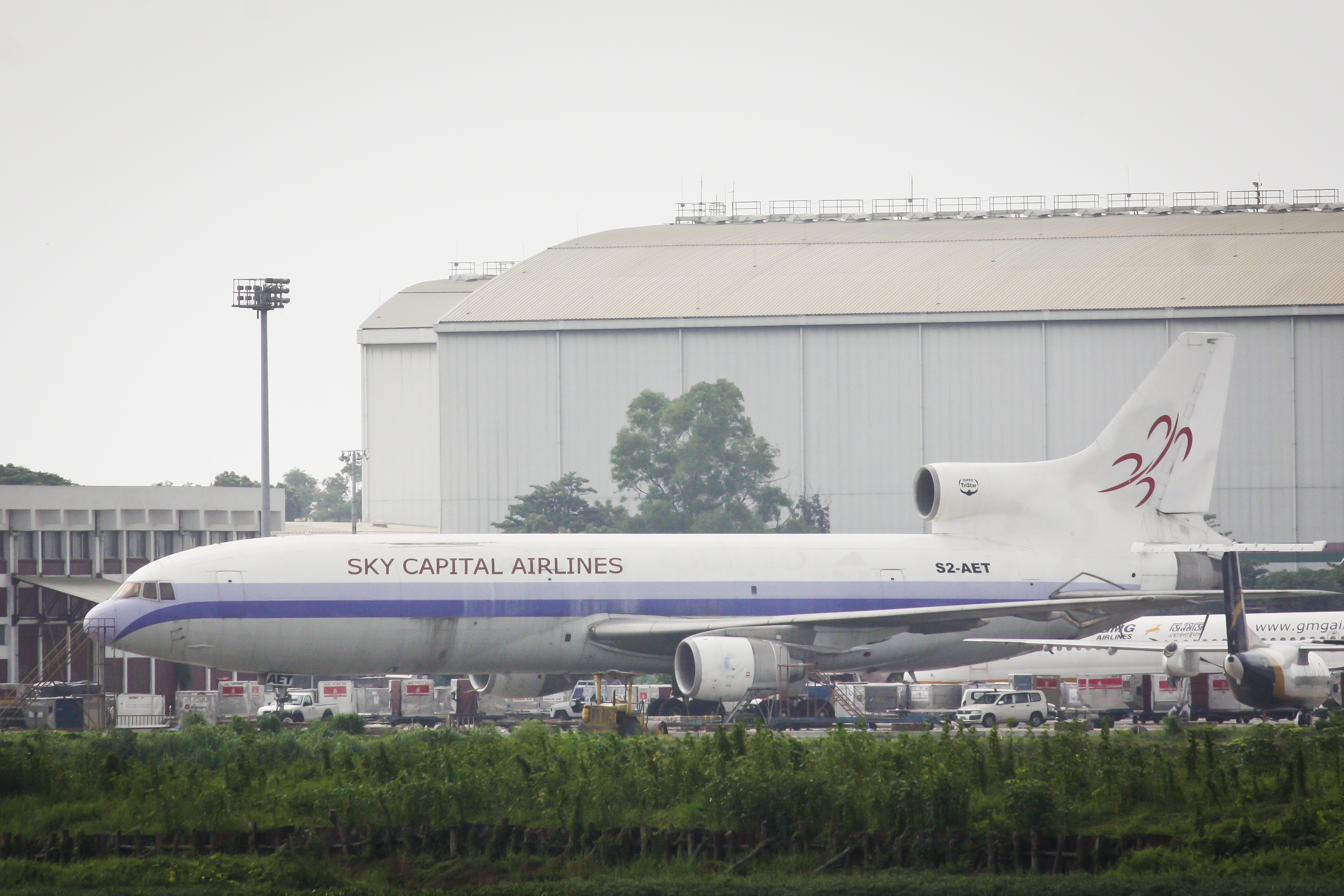
Lockheed L-1011 Tristar авіакомпанії в міжнародному аеропорту Дакки

Sky Capital Airlines — вантажна авіакомпанія Бангладеш зі штаб-квартирою в місті Дакка. Портом приписки перевізника є міжнародний аеропорт Шахджалал у Дацці.

## Історія
Авіакомпанію засновано 2009 року, вона отримала від Управління цивільної авіації Бангладеш сертифікат експлуатанта 11 листопада того ж року й почала операційну діяльність 26 січня 2010 року зі здійснення чартерних вантажних авіаперевезень з аеропортів Бангладеш, Азії, Африки і Європи.

## Флот
У лютому 2014 року повітряний флот авіакомпанії Sky Capital Airlines становили такі літаки у вантажній конфігурації: